# Pincho

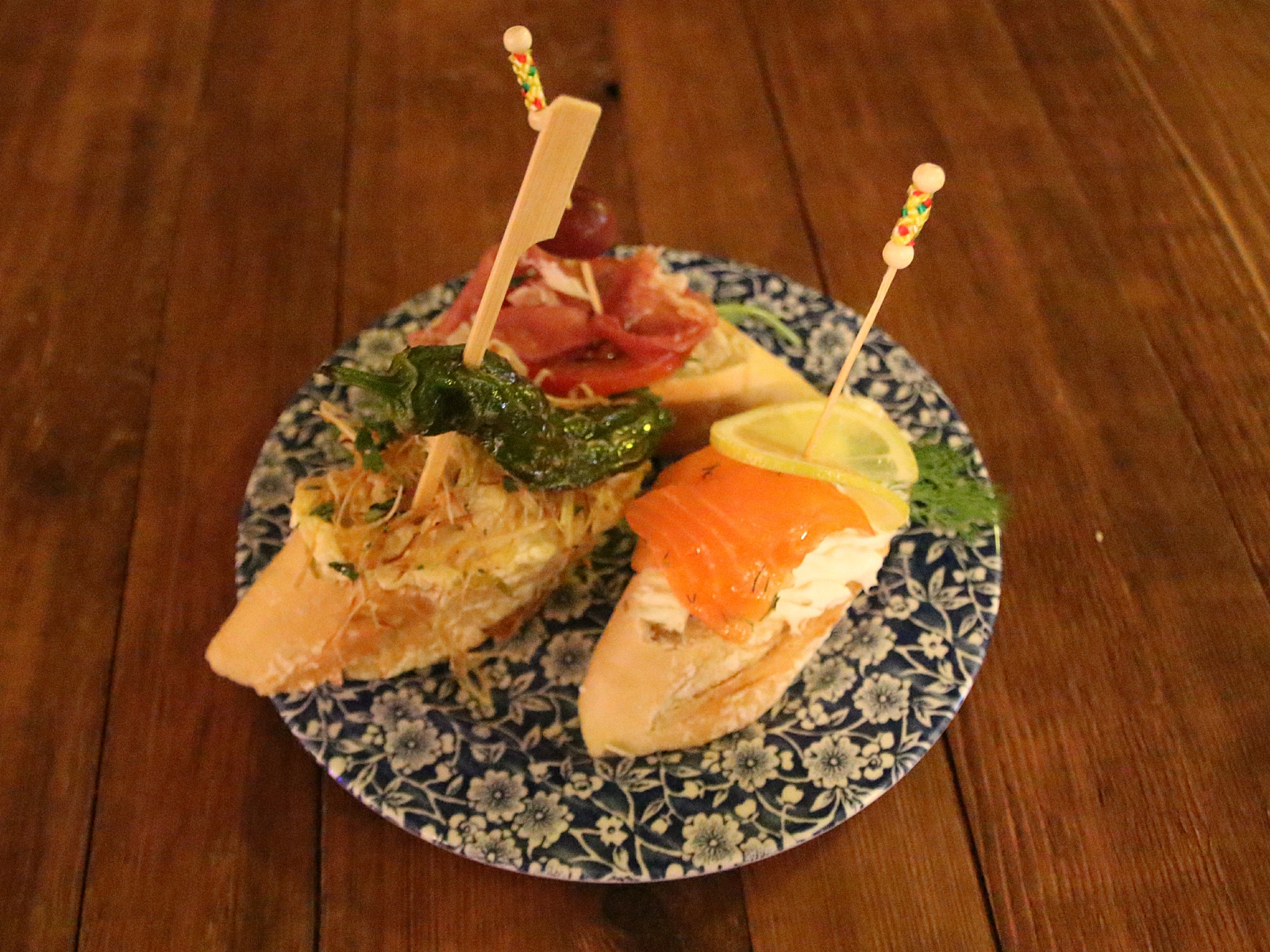
Drei Pinchos

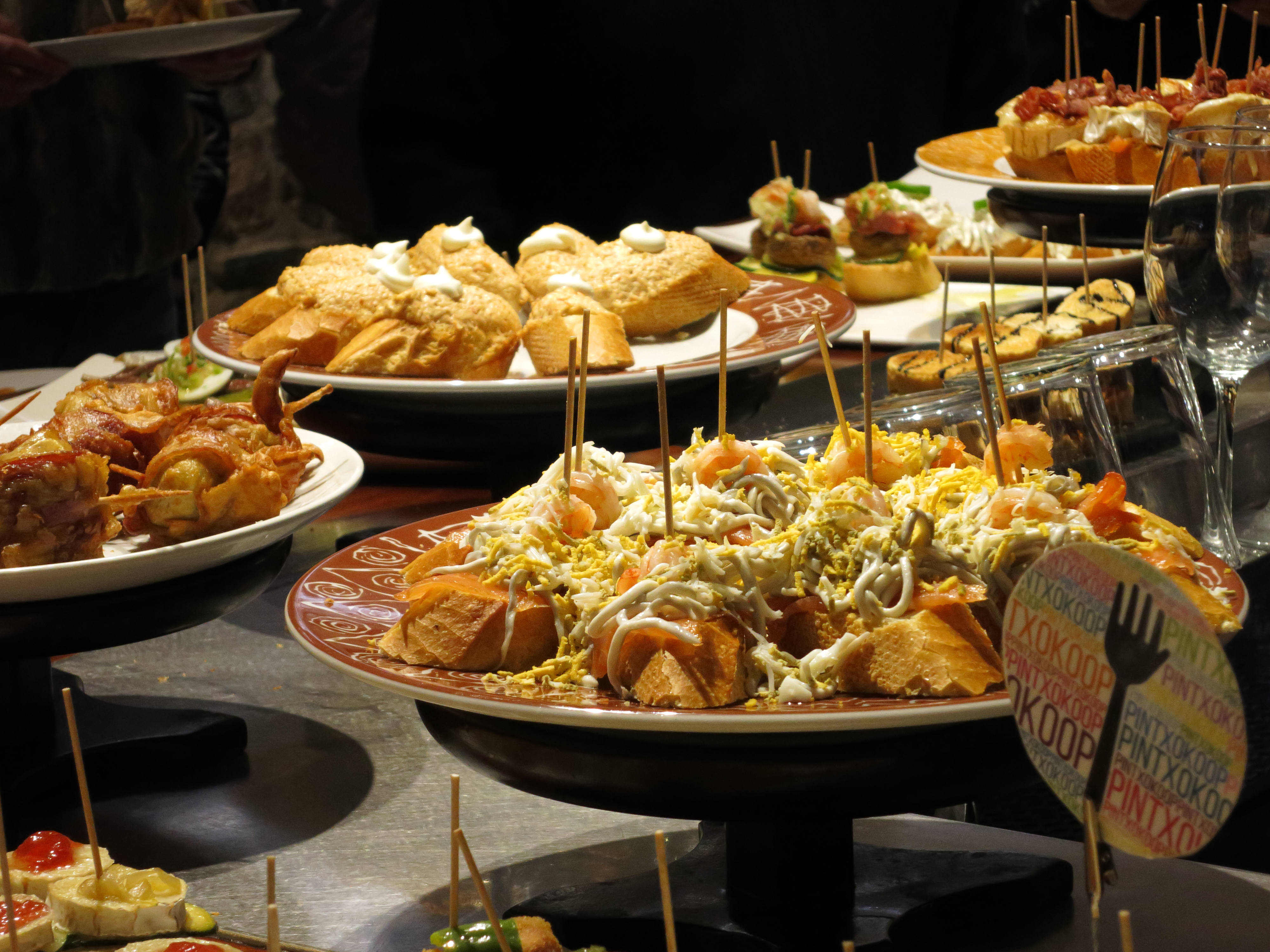
Pinchotheke

Der Pincho (baskisch: Pintxo) ist eine kleine Mahlzeit, die in Kneipen und Gaststätten zu einem Getränk verzehrt wird.
Es bestehen Ähnlichkeiten mit den Tapas. Hauptunterschied ist die Darreichungsweise: Der Name Pincho stammt von dem spanischen Wort für „Spieß“, denn häufig werden Zahnstocher oder kleine Holz- und Kunststoffspieße verwendet, um Pinchokomponenten zusammenzuhalten oder die Pinchoauflage auf einer Brotscheibe zu halten. Sie liegen meist ansprechend auf der Bartheke von Kneipen und Gaststätten aus. Es ist üblich, erst um einen Teller zu bitten und sich dann die Pinchos selbst zu nehmen. Die Preisgestaltung orientiert sich üblicherweise an der Größe und Variante des verwendeten Spießes. Man gibt dem Kellner später beim Zahlen die Anzahl der verzehrten Speisen und Getränke an, indem man die verbleibenden Spieße am Teller abzählt. 
Die Hochburg der Pinchos ist die Stadt Donostia-San Sebastián. Pinchos sind in Kneipen und Pincho-Restaurants im Baskenland, Navarra, La Rioja und einigen Orten der Provinz Burgos anzutreffen. Einige Orte wie Donostia, Vitoria-Gasteiz oder Bilbao veranstalten regelmäßig Wettbewerbe, um die besten Pinchos der Region zu wählen. Die Stadt Valladolid veranstaltet jedes Jahr in der ersten November-Woche einen Pincho-Wettbewerb.